# Oh My Venus
Az Oh My Venus (hangul: 오 마이 비너스, RR: O Mai Bineoseu, ’O Mai Pinoszu’) 2015-ben a KBS csatornán bemutatott dél-koreai televíziós sorozat Sin Mina és Szo Dzsiszop (So Ji-seop) főszereplésével.

## Történet
Kim Jongho (Kim Yong-ho) egy neves koreai egészségügyi szolgáltatásokat nyújtó cég örököse. A hagyományos koreai orvostudományban is jártas férfi azonban inkább Amerikában él és John Kim néven titokban hollywoodi színésznők személyi edzőjeként dolgozik, valamint a „koreai kígyónak” becézett UFC-harcos Csang Dzsunszong (Jang Jun-seong) edzője is egyben. Amikor egy színésznővel hozzák hírbe, Jongho (Yong-ho) visszautazik Koreába, megvárni, hogy lecsendesedjen a botrány. A repülőgépen megmenti egy nő életét. A nő  Kang Dzsuun (Kang Ju-eun), aki valaha Tegu (Daegu) legszebb lánya volt, mindenki csodálta szépségét és testalkatát, 33 évesen azonban az ügyvédként dolgozó Dzsuun (Ju-eun) elhízott és emiatt nevetség tárgya. Kedvese, Usik a 15. évfordulójukon szakít vele, ráadásul a nő középiskolai legjobb barátnőjével, O Szudzsin (O Su-jin)nal csalta meg, aki régen maga is túlsúlyos volt, de lefogyott. Jongho (Yong-ho) úton-útfélen belebotlik Dzsuun (Ju-eun)ba és kisegíti meglehetősen kínos helyzetekben. A nő  Kim Dzsiung (Kim Ji-ung)ot, Jongho (Yong-ho) és Dzsunszong (Jun-seong) menedzserét véli John Kimnek és ráveszi a csapatot, hogy titoktartásért cserébe segítsenek neki lefogyni. Jongho (Yong-ho) a közös munka során egyre inkább beleszeret a magát keménynek mutató, de annál sérülékenyebb nőbe.

## Szereplők
- Sin Mina mint Kang Dzsuun (Kang Ju-eun)
- Szo Dzsiszop (So Ji-seop) mint Kim Jongho (Kim Yong-ho)/John Kim
- Csong Gjoun (Jeong Gyeo-un) mint Im Usik
- Ju Injong (Yu In-yeong) mint O Szudzsin (O Su-jin)
- Szong Hun (Seong Hun) mint Csang Dzsunszong (Jang Jun-seong)
- Henry Lau mint Kim Dzsiung (Kim Ji-ung)
- Cso Undzsi (Jo Eun-ji) mint I Hjonu (Lee Hyeon-u)

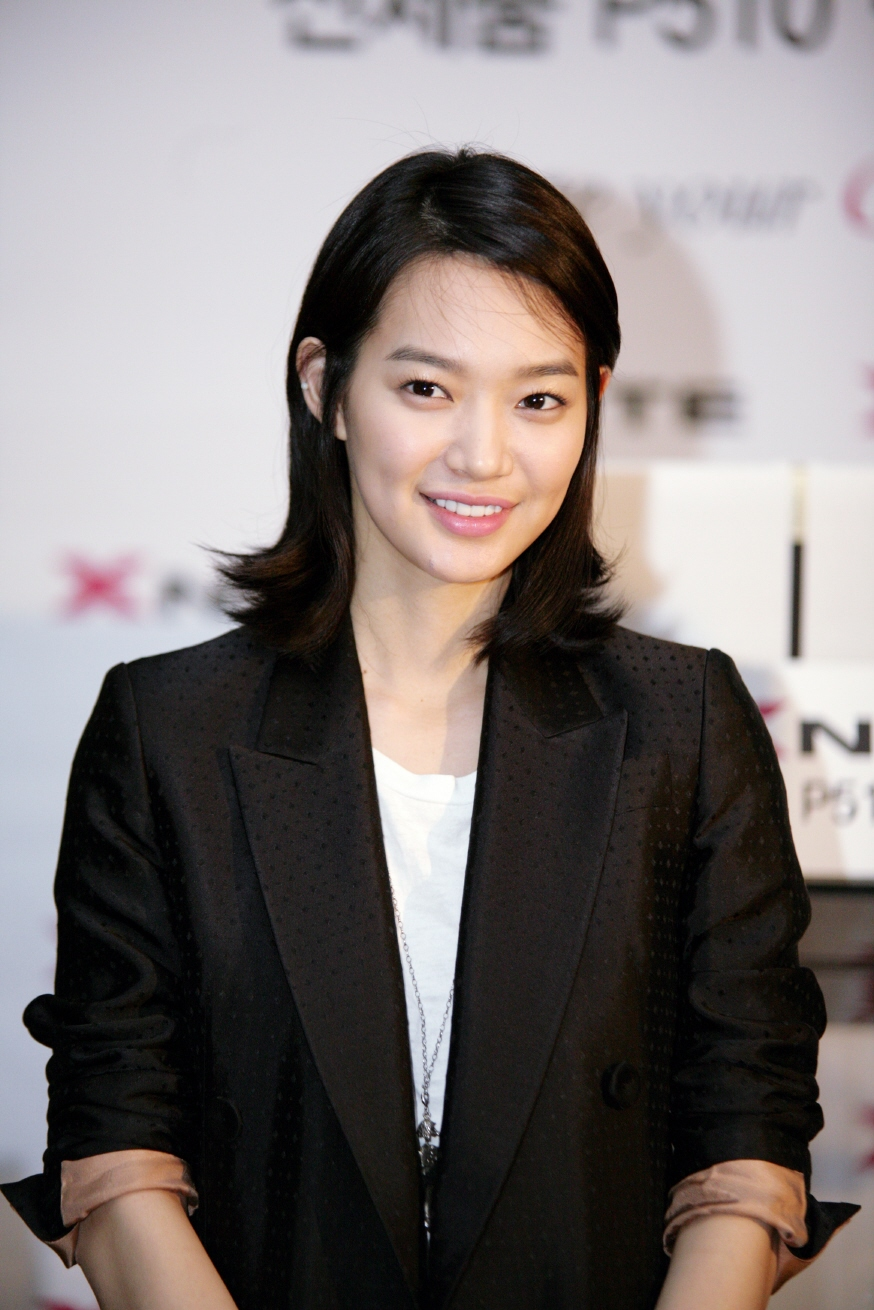
Sin Mina
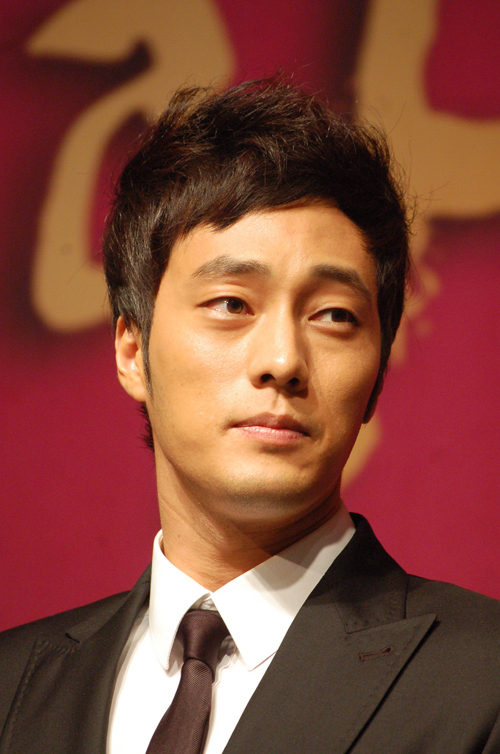
Szo Dzsiszop (So Ji-seop)
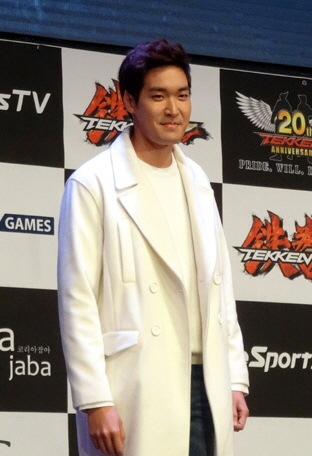
Csong Gjoun (Jeong Gyeo-un)
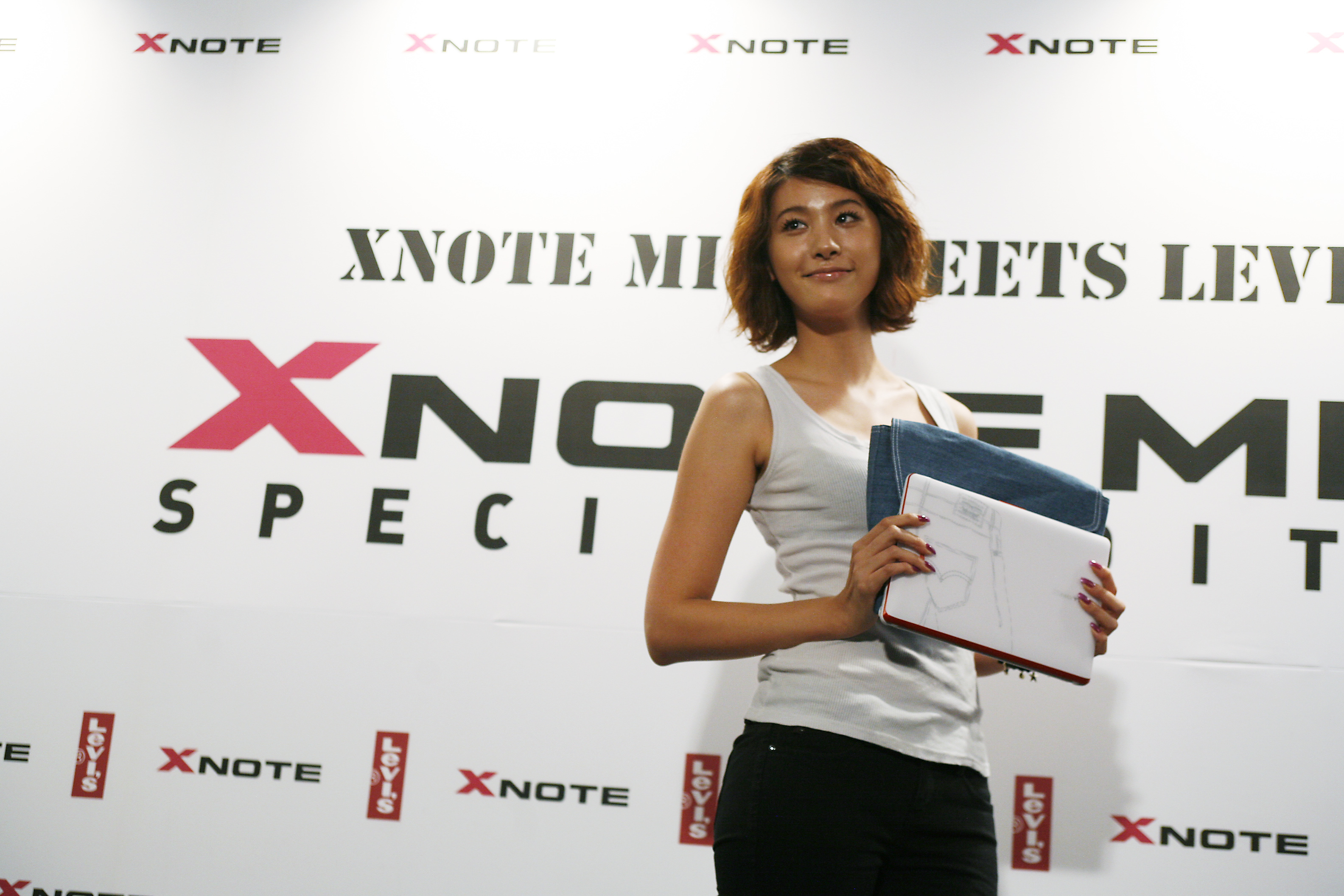
Ju Injong (Yu In-yeong)
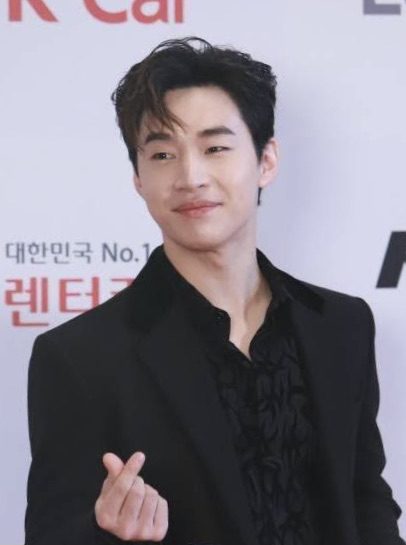
Henry Lau
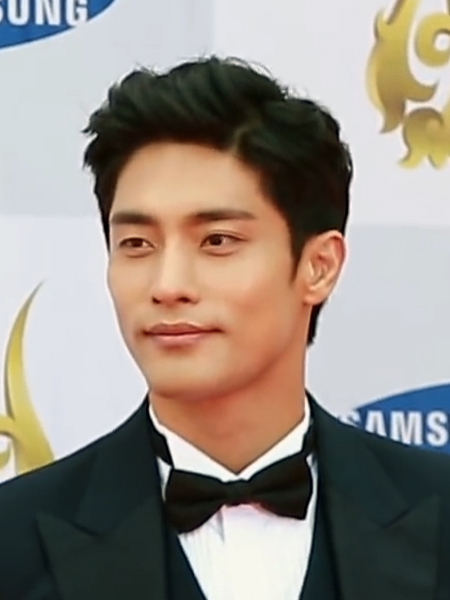
Szong Hun (Seong Hun)